# Liste von Straßen und Plätzen in Ilmenau

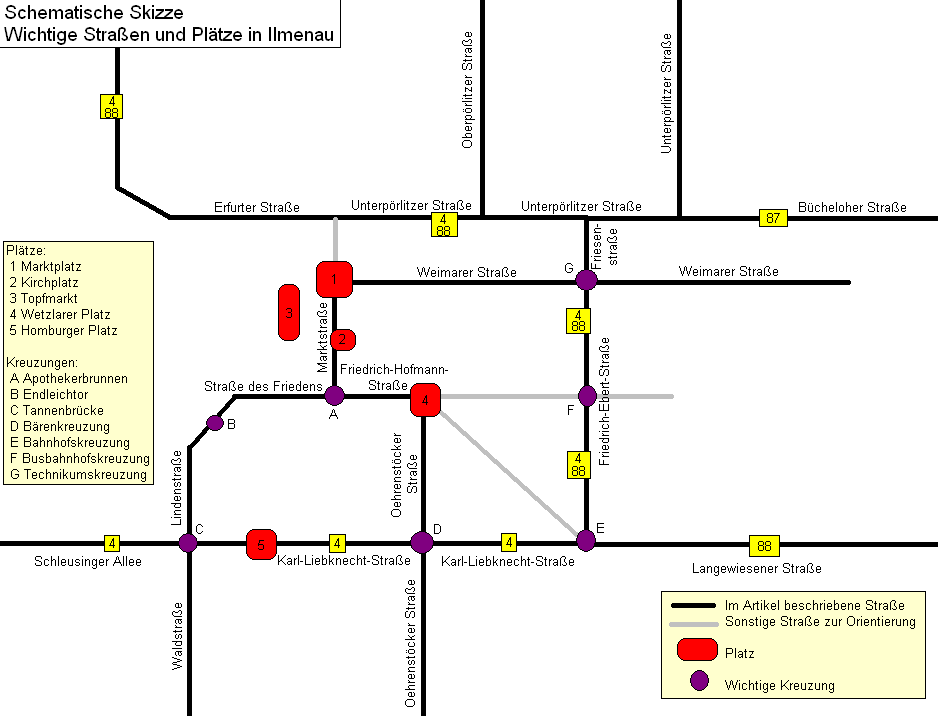
Schematische Skizze der im Artikel beschriebenen Straßen und Plätze

Dieser Artikel enthält eine Auswahl wichtiger Straßen und Plätze in der thüringischen Stadt Ilmenau. Insgesamt gibt es in Ilmenau etwa 170 Straßen und 5 Plätze (Marktplatz, Kirchplatz, Homburger Platz, Wetzlarer Platz und Topfmarkt) (ohne Ortsteile), wobei sich diese Zahl nicht genau festlegen lässt. Sie schwankt, je nachdem wie man eine Straße definiert. Die längste Straße Ilmenaus ist mit etwa 2.250 Metern die Bücheloher Straße (Anmerkung: die Straßenlängen wurden bei Ausfallstraßen ohne bestimmtes Ende bis zur äußeren Bebauungsgrenze gemessen) und die Straße mit dem längsten Namen ist die Johann-Friedrich-Böttger-Straße (31 Zeichen). Die Straße mit dem kürzesten Namen ist der Rasen (5 Zeichen). Bis 1990 war die Straße der deutsch-sowjetischen Freundschaft (44 Zeichen) die Straße mit dem längsten Namen. Seit 1800 fanden etwa 50 Straßenumbenennungen statt, viele aus politischen Gründen (1933, 1946 und 1990).
Von den 170 Straßen sind 66 nach Personen benannt (39 %), wobei 62 nach Männern, 4 nach Frauen (Clara-Zetkin-Straße, Corona-Schröter-Straße, Neue Marienstraße und Sophienstraße) und 24 nach Personen mit Bezug zu Ilmenau benannt sind.

## Straßen

### Ausfallstraßen

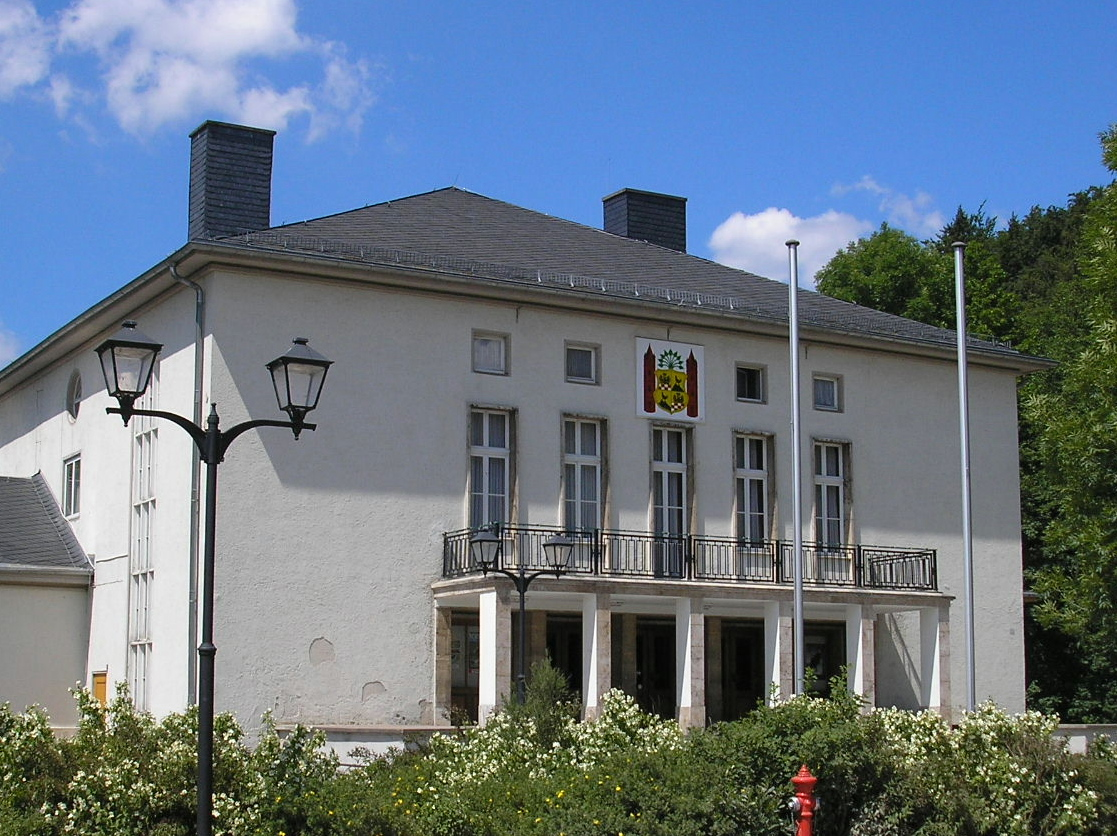
Festhalle nahe der Schleusinger Allee

- Schleusinger Allee (Länge: 750 Meter bis zur Sportlerklause): Die Schleusinger Allee entstand 1836, als der Großherzog von Sachsen-Weimar-Eisenach die Chausseen im Amt Ilmenau ausbauen ließ. Sie beginnt am Homburger Platz und führt westwärts aus der Stadt. Benannt ist die Allee nach der Stadt Schleusingen in Südthüringen, die über sie zu erreichen ist. Bis zum Jahr 2004 hieß die Schleusinger Allee Schleusinger Straße. Sie wurde damals umbenannt, da es im Ilmenauer Ortsteil Manebach ebenfalls eine Schleusinger Straße gibt und man Verwechslungen vermeiden wollte. Direkt neben der Schleusinger Allee verläuft die Ilm. Wichtige Bauwerke an der Allee sind das Hotel Tanne und die Ilmenauer Festhalle. Auf der Schleusinger Allee verlief die B 4 von Ilmenau nach Coburg (seit 2011 Landesstraße 3004).

- Erfurter Straße (Länge: 900 Meter bis zur Total-Tankstelle): Die Erfurter Straße wurde 1805 angelegt. Damals hieß sie Marienstraße bzw. im östlichen Teil Nordstraße. Sie beginnt an der Polizei bzw. der Einmündung der Amtsstraße und führt in nordwestlicher Richtung aus der Stadt. Benannt war die Straße zunächst nach der Weimarer Herzogin Maria Pawlowna, die ihren Bau finanzierte. Heute ist sie nach Thüringens Landeshauptstadt Erfurt benannt, die über sie zu erreichen ist. Die Erfurter Straße hat eine besondere Bedeutung für den Verkehr, da sie die Stadt mit der A 71-Abfahrt Ilmenau-West verbindet. In ihrem ersten Abschnitt stehen zu beiden Seiten Wohnhäuser und auf der rechten Seite der Ilmenauer Friedhof, im „äußeren“ Abschnitt gibt es zwei Tankstellen, ein Möbelhaus und ein Gewerbegebiet. Auf der Erfurter Straße verliefen die B 4 und die B 88, die 2011 zur L 3004 abgestuft wurden.

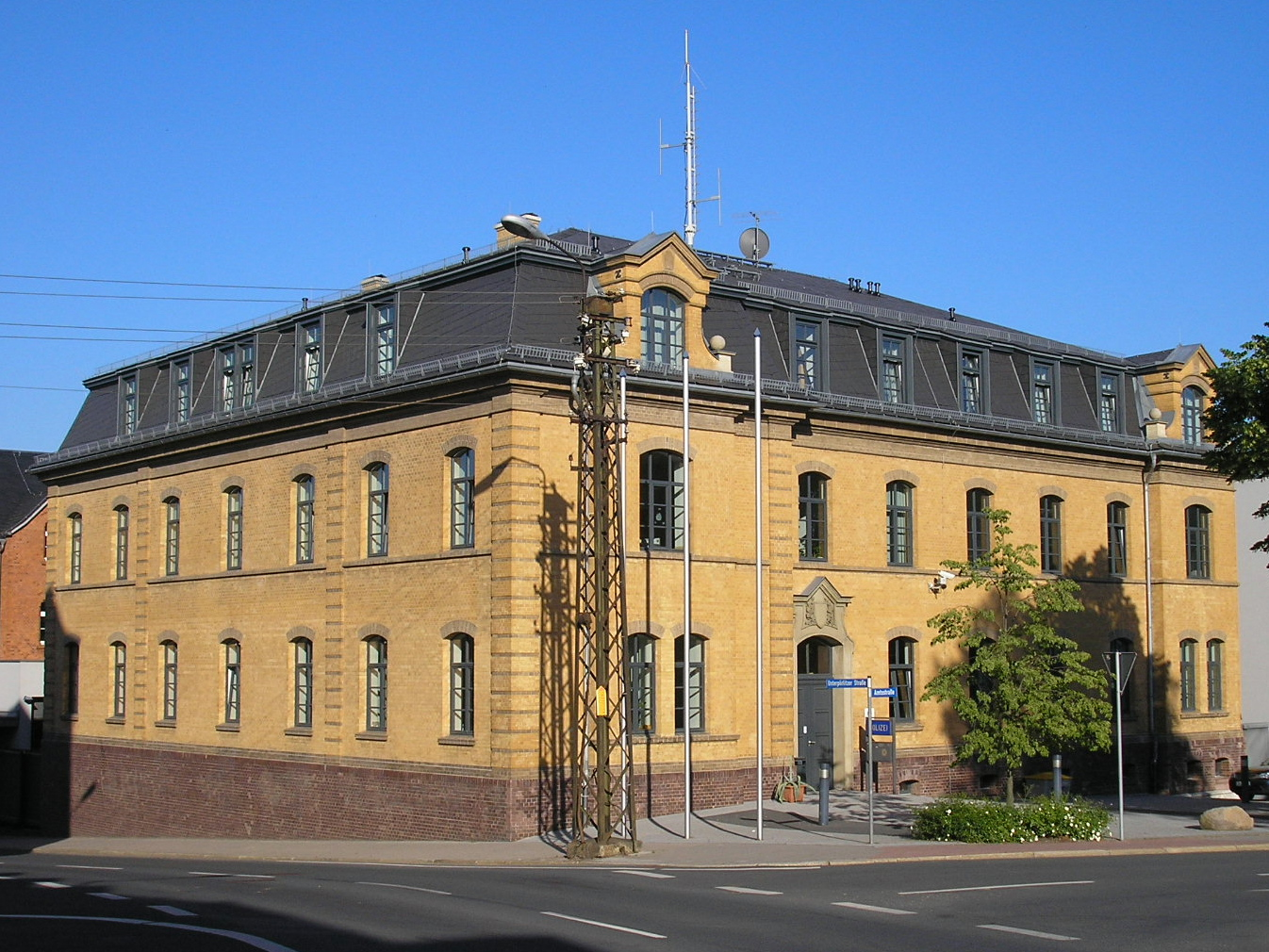
Ilmenauer Polizeiwache in der Unterpörlitzer Straße

- Unterpörlitzer Straße (Länge: 1.250 Meter): Die Unterpörlitzer Straße wurde Ende des 19. Jahrhunderts bebaut. Sie beginnt an der Polizei bzw. der Einmündung der Amtsstraße und führt in nordöstlicher Richtung aus der Stadt. Benannt wurde die Straße nach dem Dorf Unterpörlitz, welches sie mit Ilmenau verbindet. Am Beginn der Unterpörlitzer Straße befinden sich die Ilmenauer Polizei und das Thüringische Landeseichamt und im weiteren Verlauf die katholische Kirche Ilmenaus, St. Josef, und die Feuerwache. In der Mitte ihres Verlaufes gibt es einen Kreisverkehr, in dem sich die Bücheloher Straße abzweigt. Die Unterpörlitzer Straße verlässt nun das unmittelbare Stadtgebiet und führt weiter, vorbei an einem Sportplatz und der Jäcklein-Brauerei, in das Plattenbaugebiet „Pörlitzer Höhe“, wo sie endet. Auf ihr verliefen die B 4 und die B 88 im westlichen Teil, die B 87 im mittleren und die L 2272 im östlichen Teil, alle sind jedoch bis 2012 abgestuft worden, sodass heute auf der Unterpörlitzer Straße die L3004 und L3087 im westlichen und mittleren Teil verlaufen, der östliche Teil wurde zur Gemeindestraße abgestuft.

- Bücheloher Straße (Länge: 2.250 Meter bis Ortsausgang): Die Bücheloher Straße wurde 1973 erbaut. Sie beginnt am Kreisverkehr in der Unterpörlitzer Straße und führt in östlicher Richtung aus der Stadt. Benannt ist sie nach dem Nachbardorf Ilmenaus, in das sie führt: Bücheloh. Sie wurde gebaut, um die Erreichbarkeit des neuen Industriegebiets am Vogelherd zu verbessern und die parallel südlich verlaufende Weimarer Straße zu entlasten. An der Bücheloher Straße gibt es ein Wohnhaus, sie führt großteils durch offenes Gelände und Gewerbegebiete. Sie überquert mit zwei Brücken die Gleisanlagen des ehemaligen Ilmenauer Güterbahnhofs und führt anschließend in das Wohngebiet Eichicht, bevor sie die Stadt verlässt. Auf der Bücheloher Straße verläuft die L3087 (bis 2013: B 87) von Ilmenau nach Stadtilm und weiter als B 87 nach Weimar. Sie führt außerdem zur A71-Abfahrt Ilmenau-Ost.

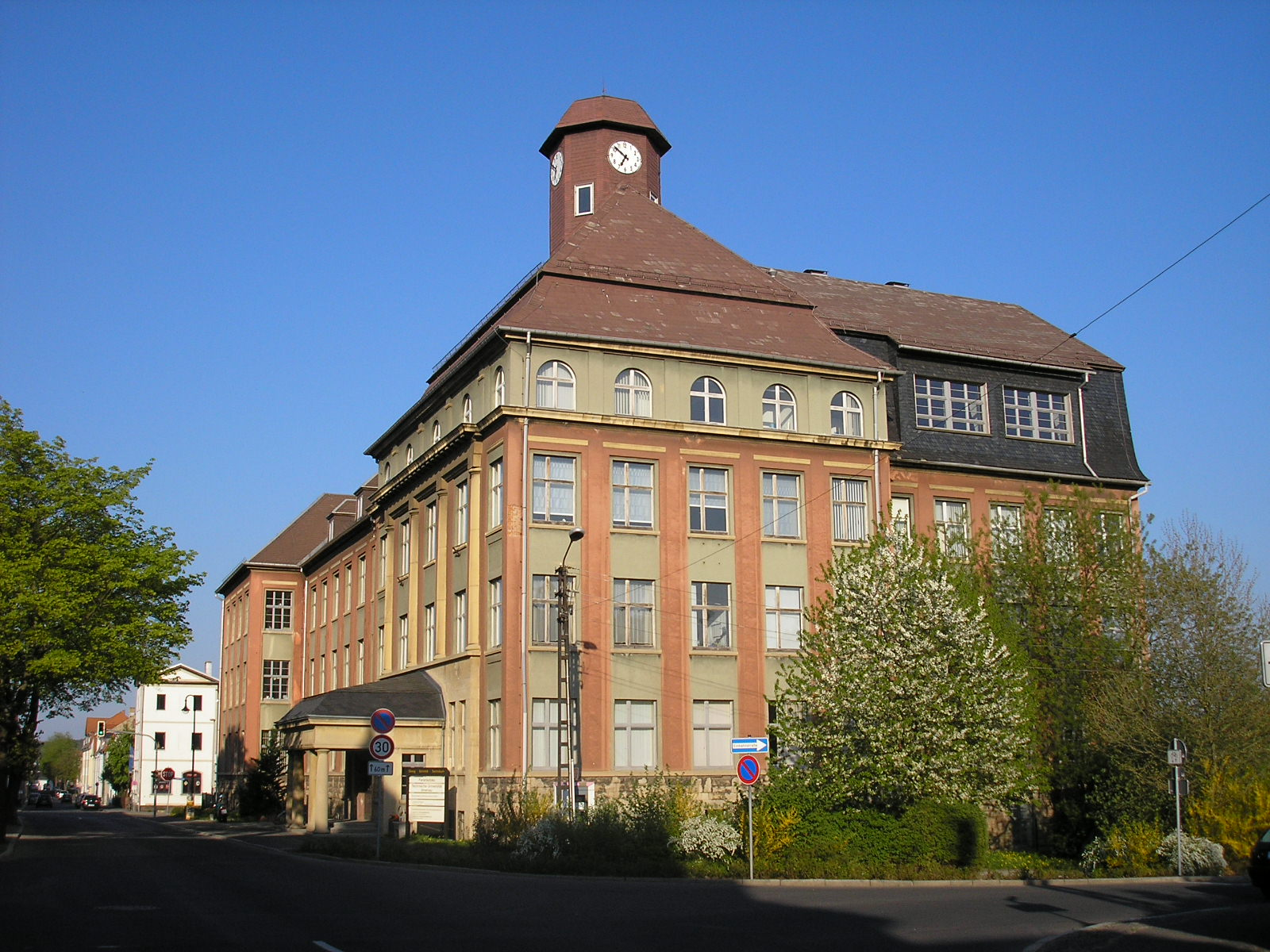
Neues Technikum (1926) in der Weimarer Straße

- Weimarer Straße (Länge: 1.250 Meter): Die Weimarer Straße wurde 1829 befestigt. Sie beginnt am Marktplatz und führt dann schnurgerade in östlicher Richtung aus der Stadt. Benannt wurde sie nach der Stadt Weimar, die über sie von Ilmenau aus erreicht werden konnte. Im ersten Abschnitt gab es früher ein Stadttor, das sogenannte Jüdentor oder Stadtilmer Tor. Bis ins 19. Jahrhundert hinein hieß die Straße Jüdengasse, dann bis in die 1930er-Jahre Bergstraße und seitdem Weimarer Straße. Markante Gebäude in der Weimarer Straße sind das Einkaufszentrum Goethepassage am Markt, das Gebäude des Carl-August-Schachtes, das alte (1895) und das neue (1926) Technikum als Keimzelle der heutigen Universität und der städtische Schlachthof. 1973 wurde die Weimarer Straße verkehrstechnisch von der Bücheloher Straße abgelöst, auf die auch die B 87 (seit 2013: L 3087) verlegt wurde. Seitdem endet die Straße am Schlachthof vor der Eisenbahnstrecke Erfurt–Ilmenau. Früher war sie östlich dieser Bahnstrecke eine Pappelallee, die zu einem „Wahrzeichen“ Ilmenaus wurde. Heute ist noch ein kurzes Stück dieser Pappelallee im hinteren Teil der Bücheloher Straße sichtbar. Die Häuser in der Weimarer Straße entstanden in der Zeit zwischen dem 14. Jahrhundert (Anfang) und den 1930er-Jahren (Ende).

- Langewiesener Straße (Länge: 1.250 Meter): Die Langewiesener Straße wurde 1825 angelegt. Sie beginnt an der Bahnhofskreuzung und führt in östlicher Richtung aus der Stadt. Benannt wurde sie nach der Nachbarstadt, in die sie führt: Langewiesen. Die Langewiesener Straße verläuft parallel zur Ilm und zur ehemaligen Bahnstrecke nach Langewiesen. In der Straße befinden sich auch der Bahnhof und der größte Bahnübergang der Stadt, wo die Rennsteigbahn sowie die stillgelegte Bahnstrecke Ilmenau–Großbreitenbach kreuzen. Die Architektur in der Straße ist von der Zeit der Industrialisierung geprägt, Wohnhäuser stehen mit alten Fabrikgebäuden gemischt. Die Langewiesener Straße stellt auch die wichtigste Verbindung zwischen dem Stadtzentrum und dem Campus der Uni dar. Die Straße war bis 2013 Teil der B 88 Ilmenau–Rudolstadt und ist heute als L 1140 gewidmet.

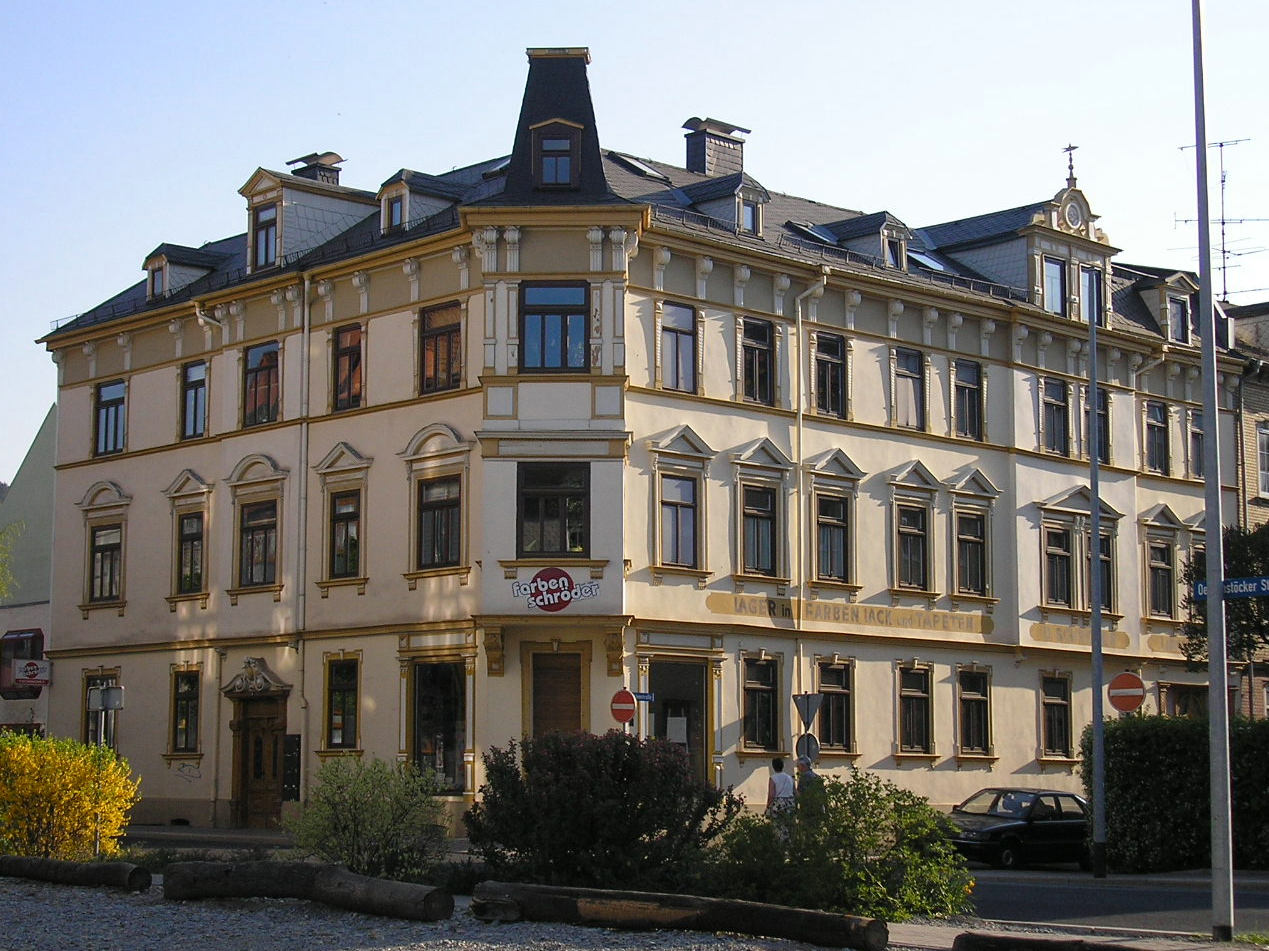
Geschäftshaus in der Oehrenstöcker Straße

- Oehrenstöcker Straße (Länge: 620 Meter): Die Oehrenstöcker Straße stammt aus der Mitte des 19. Jahrhunderts. Sie beginnt am Mühltor und führt in südöstlicher Richtung aus der Stadt. Sie endet am Krankenhaus. Benannt wurde die Straße nach dem Nachbardorf Oehrenstock. Die Oehrenstöcker Straße führt zunächst in südlicher Richtung aus der Stadt, kreuzt den Stadtring an der Bärenkreuzung und führt dann über die Ilm und den Bahnübergang mit der Rennsteigbahn hinauf zum Krankenhaus Ilmenaus. Dort geht sie in die Johann-Friedrich-Böttger-Straße über, die anschließend das Wohngebiet „Stollen“ durchquert und dann als Oehrenstöcker Landstraße in den Nachbarort führt.

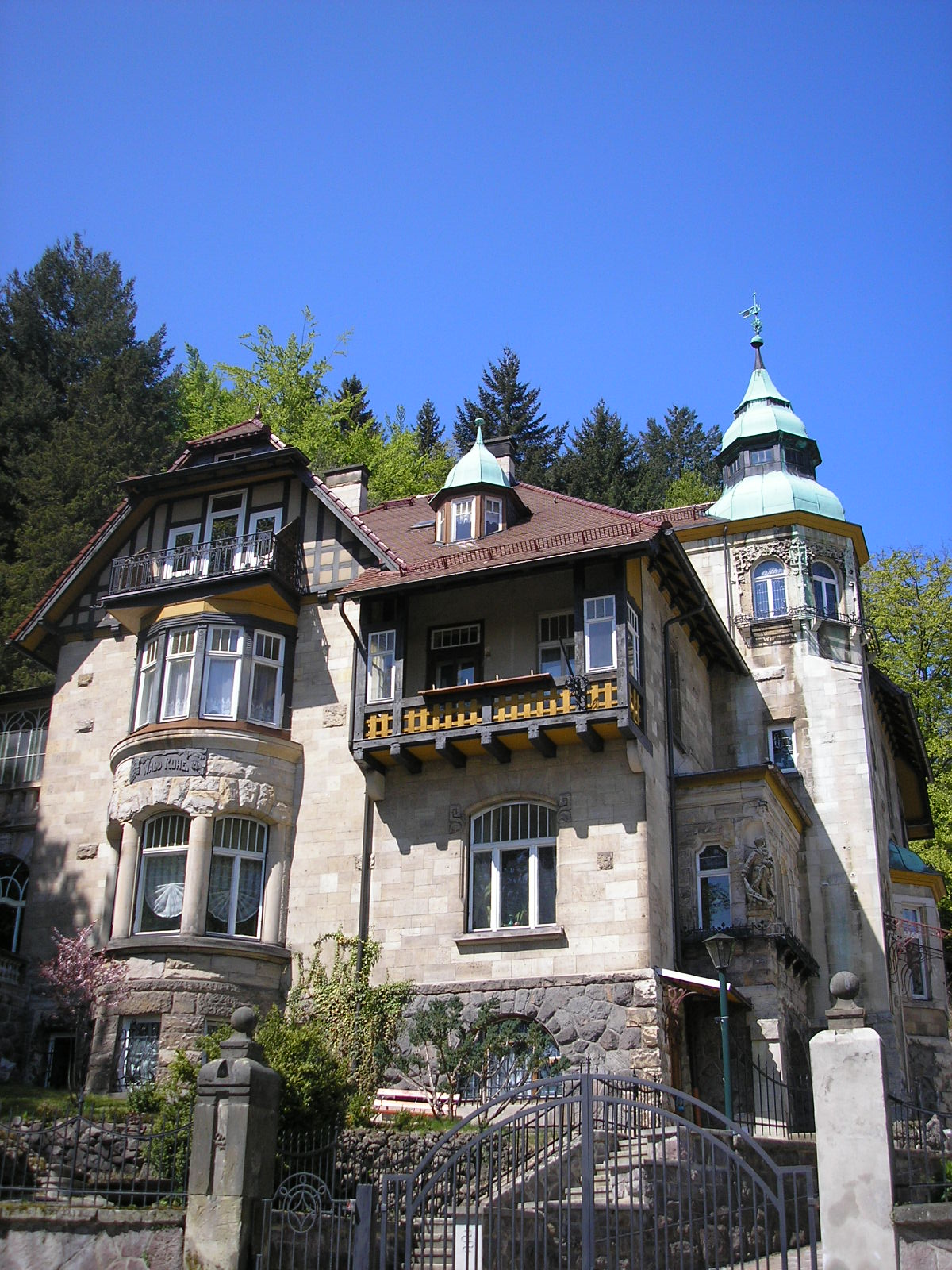
Eine Villa in der Waldstraße

- Waldstraße (Länge: 700 Meter bis Ortsausgang): Die Waldstraße wurde 1817 befestigt, folgt aber einer Handelsroute, die bereits seit dem 13. Jahrhundert bestand. Sie beginnt an der „Tanne“, dem Standpunkt des Hotel Tanne und führt in südwestlicher Richtung aus der Stadt. Die Straße ist von prunkvollen Jugendstilvillen geprägt. Sie führt durch das „Kurviertel“, ein gehobenes Stadtviertel, das von Villen aus der Zeit geprägt ist, als Ilmenau Luftkurort war. Die Straße führt zunächst über die Ilm (Tannenbrücke) und die Rennsteigbahn (Bahnübergang), bevor sie sich zwischen Altem Kurpark und Lessingpark den Berg hinaufschlängelt. Die Waldstraße folgt ab Ortsausgang dem Gabelbachtal. An der Waldstraße befinden sich der Haltepunkt Ilmenau-Bad der Rennsteigbahn, der Ritzebühl (ein Teich) sowie die Wintersportanlagen der Stadt. Die Waldstraße ist als K 56 (früher: L 1137, zukünftig: Gemeindestraße[veraltet]) gekennzeichnet und führt hinauf zum Kickelhahn, nach Neustadt am Rennsteig und nach Frauenwald.

### Ringstraßen
Einen offiziell so bezeichneten Stadtring gibt es in Ilmenau nicht, jedoch werden alle Durchgangsverkehrsströme in Form eines gespiegelten C um die Altstadt herumgeführt. Dieses „C“ wird unter anderem aus den folgenden drei Straßen gebildet:

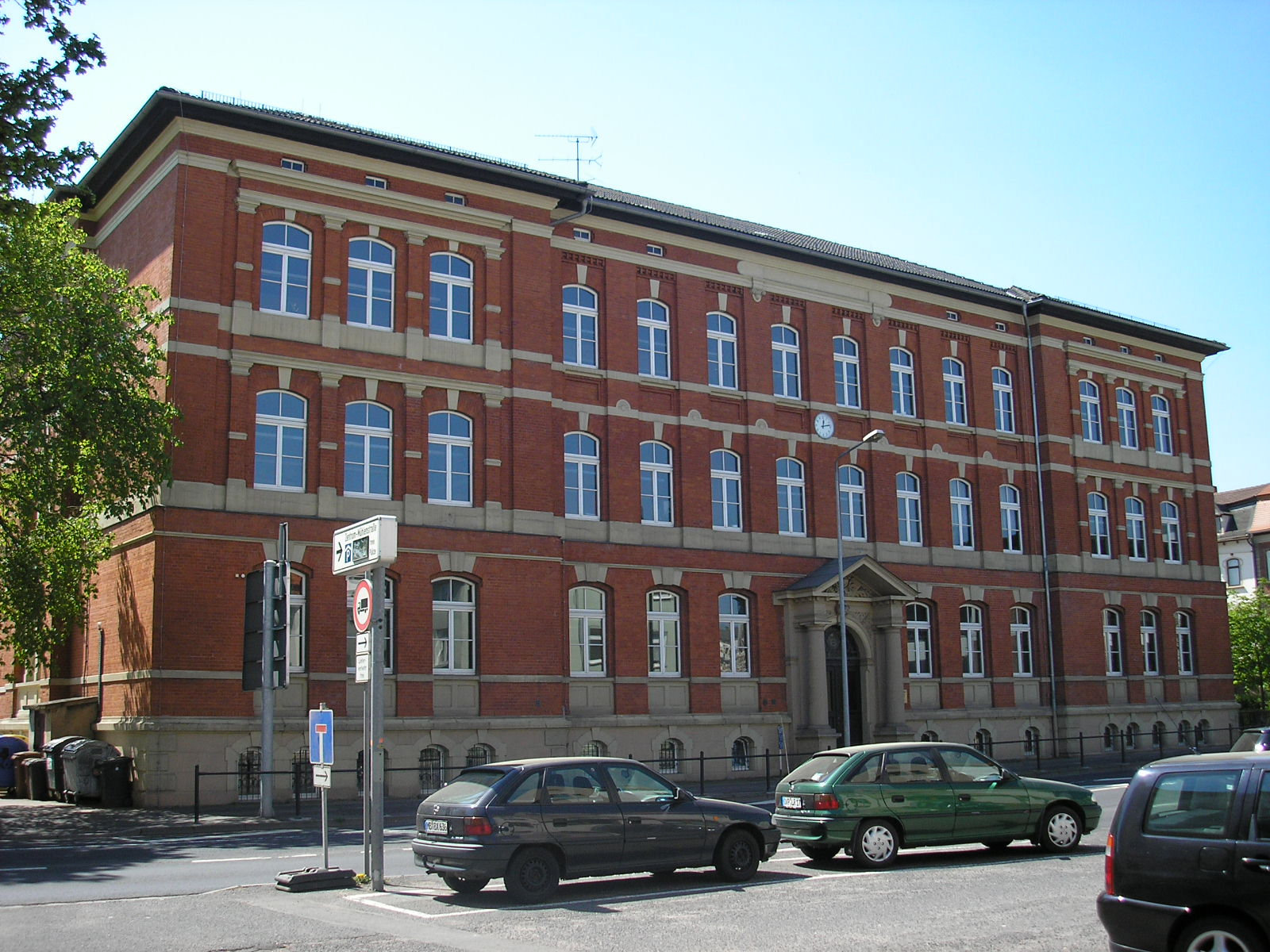
Goetheschule (1896) in der Karl-Liebknecht-Straße

- Karl-Liebknecht-Straße (Länge: etwa 600 Meter): Die Karl-Liebknecht-Straße führt südlich an der Ilmenauer Altstadt vorbei. Angelegt wurde sie um 1895 mit dem Namen Bismarckstraße. Ihren heutigen Namen trägt sie seit 1946 nach dem deutschen Politiker Karl Liebknecht. Die Karl-Liebknecht-Straße ist eine typische Hauptstraße der deutschen Kaiserzeit: sie ist im Verhältnis zu anderen Ilmenauer Straßen sehr breit und beidseitig mit großen Mietshäusern bebaut. Außerdem stehen auf den Gehwegen zu beiden Seiten etwa seit 100 Jahren Linden. Die repräsentative Gestaltung der Straße ist darauf zurückzuführen, dass sie zwischen 1895 und 1904 die Funktion hatte, die am Bahnhof angereisten Kurgäste in das Kurviertel im Südwesten der Stadt zu geleiten. Sie verbindet den Homburger Platz im Westen mit dem Bahnhof im Osten. Wichtige Gebäude in der Straße sind das Goethe-Gymnasium, die ehemalige Glasinstrumentenfabrik „Alt, Eberhardt & Jäger“ (heute Einkaufszentrum) und das einzige Parkhaus Ilmenaus. Auf der Karl-Liebknecht-Straße verläuft die L3004 (früher: B 4). An der Bahnhofskreuzung geht sie in die Friedrich-Ebert-Straße über.

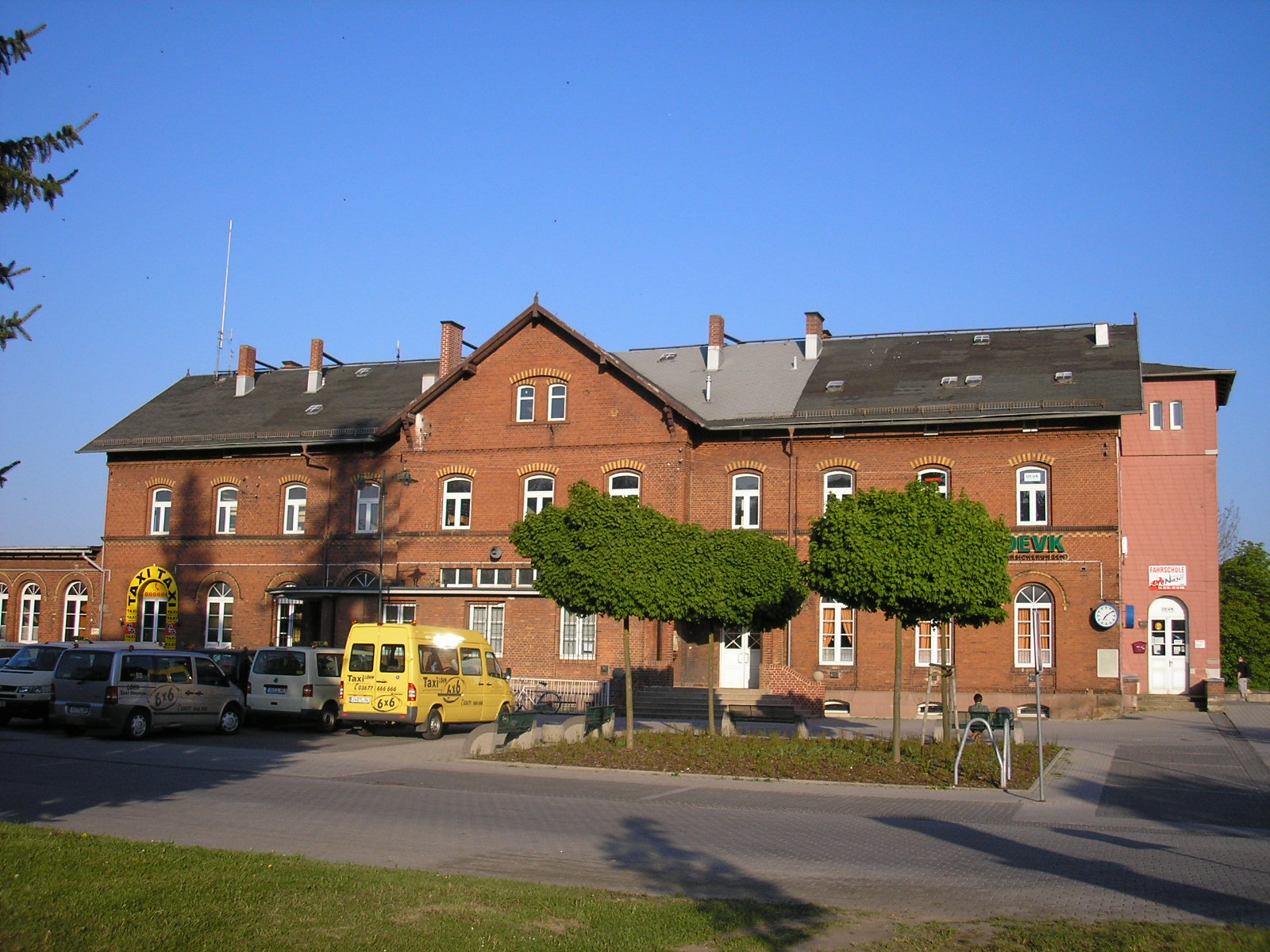
Der Ilmenauer Bahnhof an der Friedrich-Ebert-Straße

- Friedrich-Ebert-Straße (Länge etwa 550 Meter): Die Friedrich-Ebert-Straße verbindet den Bahnhof im Süden mit dem Technikum (Universitätsgebäude) im Norden. Sie lässt sich dabei in zwei Abschnitte gliedern: den südlichen Teil zwischen Bahnhofskreuzung und Busbahnhofskreuzung und den nördlichen Teil zwischen Busbahnhofskreuzung und Technikumskreuzung. Der südliche Teil verläuft parallel zu Bahnhof und Busbahnhof, ist nicht bebaut und neueren Ursprungs. Er entstand, als man 1997/1998 aus einzelnen Straßenstücken eine Ringstraße formte. Der nördliche Teil entstand bereits um 1900 als Friedrichstraße und wurde 1946 in Friedrich-Ebert-Straße (nach dem deutschen Politiker Friedrich Ebert) umbenannt. Er hatte allerdings bis 1997 keine verkehrliche Bedeutung und ist daher nicht mit dem heutigen Zustand vergleichbar. Auf der Friedrich-Ebert-Straße verläuft die L3004 (früher: B 4 und B 88). Sie geht im Süden in die Karl-Liebknecht-Straße und im Norden in die Friesenstraße über. Ein markantes Gebäude ist die etwas östlich gelegene ehemalige Porzellanfabrik „Arno Fischer“, die zu einem Wohnhaus umgebaut wurde.

- Friesenstraße (Länge etwa 250 Meter): Die Friesenstraße verbindet die Friedrich-Ebert-Straße im Süden mit der Unterpörlitzer Straße im Norden. Sie selbst liegt nordöstlich des Ilmenauer Stadtkerns und ist nach Karl Friedrich Friesen benannt. Angelegt wurde die Friesenstraße erst 1997 im Zuge der Neuordnung des Ilmenauer Verkehrsnetzes. Sie ist nur lückenhaft bebaut, zählt aber zu den meist befahrenen Straßen der Stadt. Auf ihr verläuft ebenfalls die L 3004 (früher: B 4 und B 88). An ihrem Nordende beginnt die L 3087 (früher: B 87).

### Historische Straßen im Stadtkern

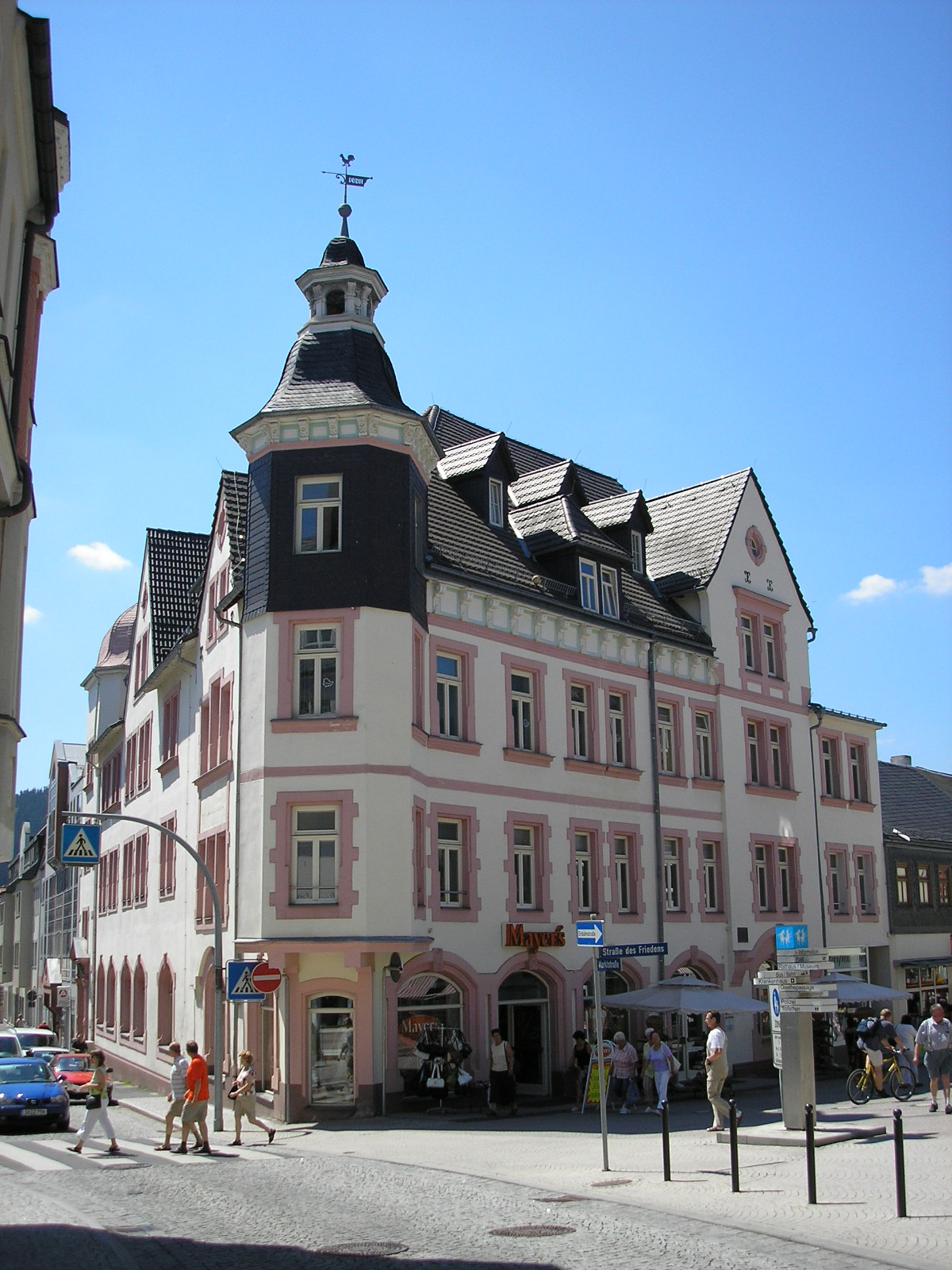
Sächsischer Hof am Apothekerbrunnen (bis 1887 Postamt der Stadt)

- Marktstraße: Die Marktstraße verläuft in Süd-Nord-Richtung im Herzen der Ilmenauer Altstadt vom Apothekerbrunnen zum Marktplatz. Sie ist die zentrale und auch die älteste Straße Ilmenaus. Die Architektur ist hier vom Spätbarock geprägt. Die Häuser zu beiden Seiten entstanden um 1755 nach dem letzten großen Stadtbrand. Im südlichen Teil der Marktstraße liegt der Kirchplatz mit der Stadtkirche. In der Straße befinden sich zahlreiche kleine Geschäfte.

- Friedrich-Hofmann-Straße: Die Friedrich-Hofmann-Straße ist der östliche Teil der Ilmenauer Fußgängerzone. Sie verbindet den Apothekerbrunnen im Westen mit dem Wetzlarer Platz im Osten. Im Laufe ihrer Geschichte trug sie mehrere verschiedene Namen: zuerst Schlossgasse, dann Moltkestraße und Ernst-Thälmann-Straße und schließlich seit 1990 nach dem Ilmenauer Romantik-Dichter Friedrich Hofmann. In der Straße liegen die größeren Geschäfte der Stadt wie z. B. das City-Kaufhaus und Filialen von bekannten Einzelhandelsketten.

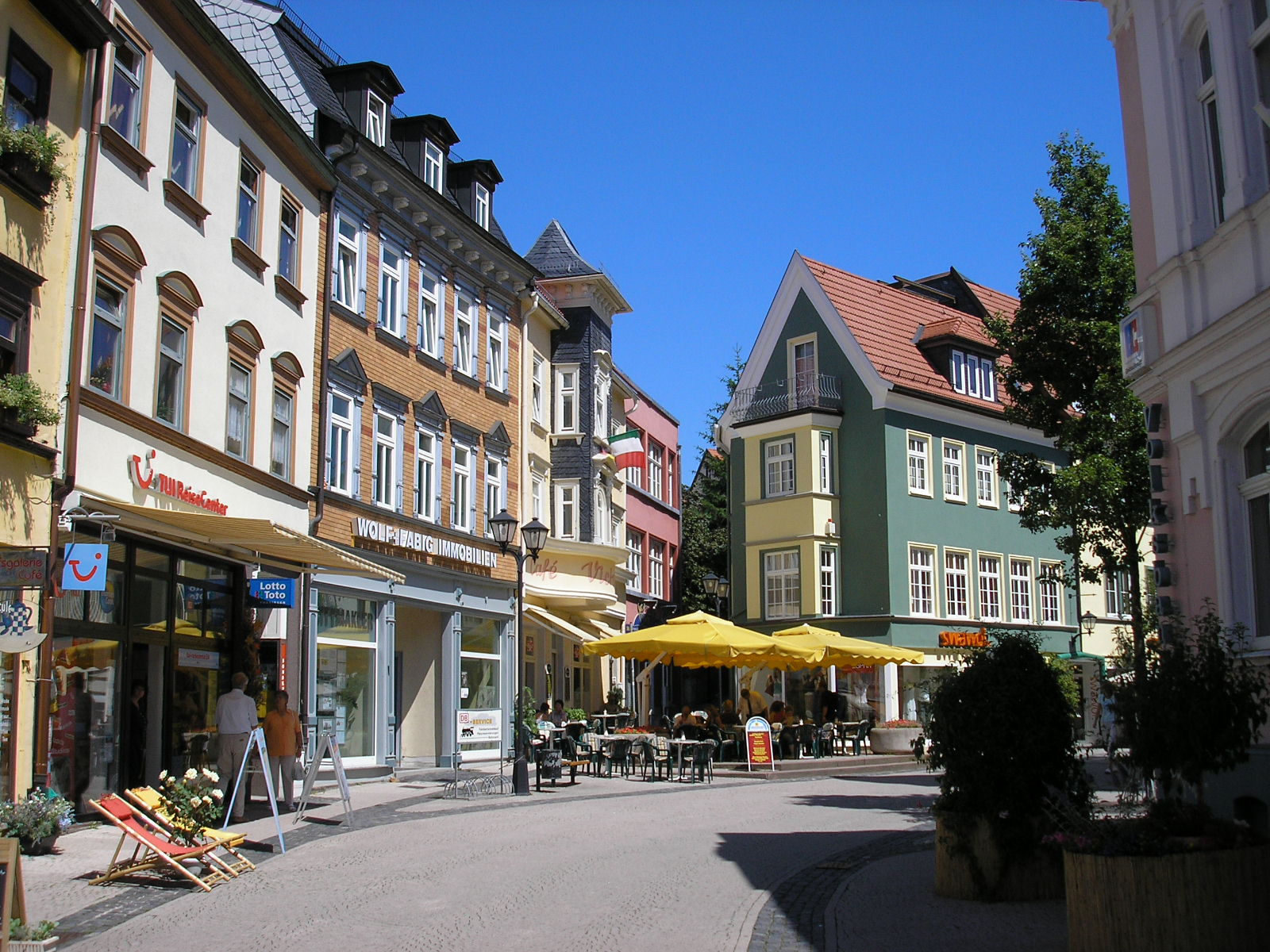
Straße des Friedens (Ilmenauer Fußgängerzone)

- Straße des Friedens: Die Straße des Friedens ist der westliche Teil der Ilmenauer Fußgängerzone und führt vom Apothekerbrunnen zum ehemaligen Endleichtor, wo sie in die Lindenstraße übergeht. Bis 1933 hieß sie Poststraße, zwischen 1933 und 1946 Adolf-Hitler-Straße und seitdem Straße des Friedens. Sie ist durch kleinere Geschäfte geprägt, die meist privat geführt werden. Hier gibt es auch zahlreiche Cafés. Markante Gebäude sind hier der Sächsische Hof, die Grimm’sche Buchhandlung und die Stadtapotheke an ihrem Beginn am Apothekerbrunnen sowie das ehemalige jüdische Kaufhaus Gebrüder Eichenbronner, das das einzige größere Kaufhaus in dieser Straße darstellt.

- Lindenstraße: Die Lindenstraße schließt sich westlich an die Straße des Friedens an und verbindet diese mit der Waldstraße und der Schleusinger Allee an ihrem anderen Ende. Sie ist etwa 400 Meter lang und wurde nach Goethes Vorstellungen zu Beginn des 19. Jahrhunderts angelegt. Sie ist die breiteste Straße der Stadt und ähnelt in ihrer Anlage durchaus einem Boulevard. Markante Gebäude sind hier das Wenzelsche Haus, der Löwe, der Ziegenbrunnen und das Gebäude der ehemaligen Kurverwaltung.

## Plätze

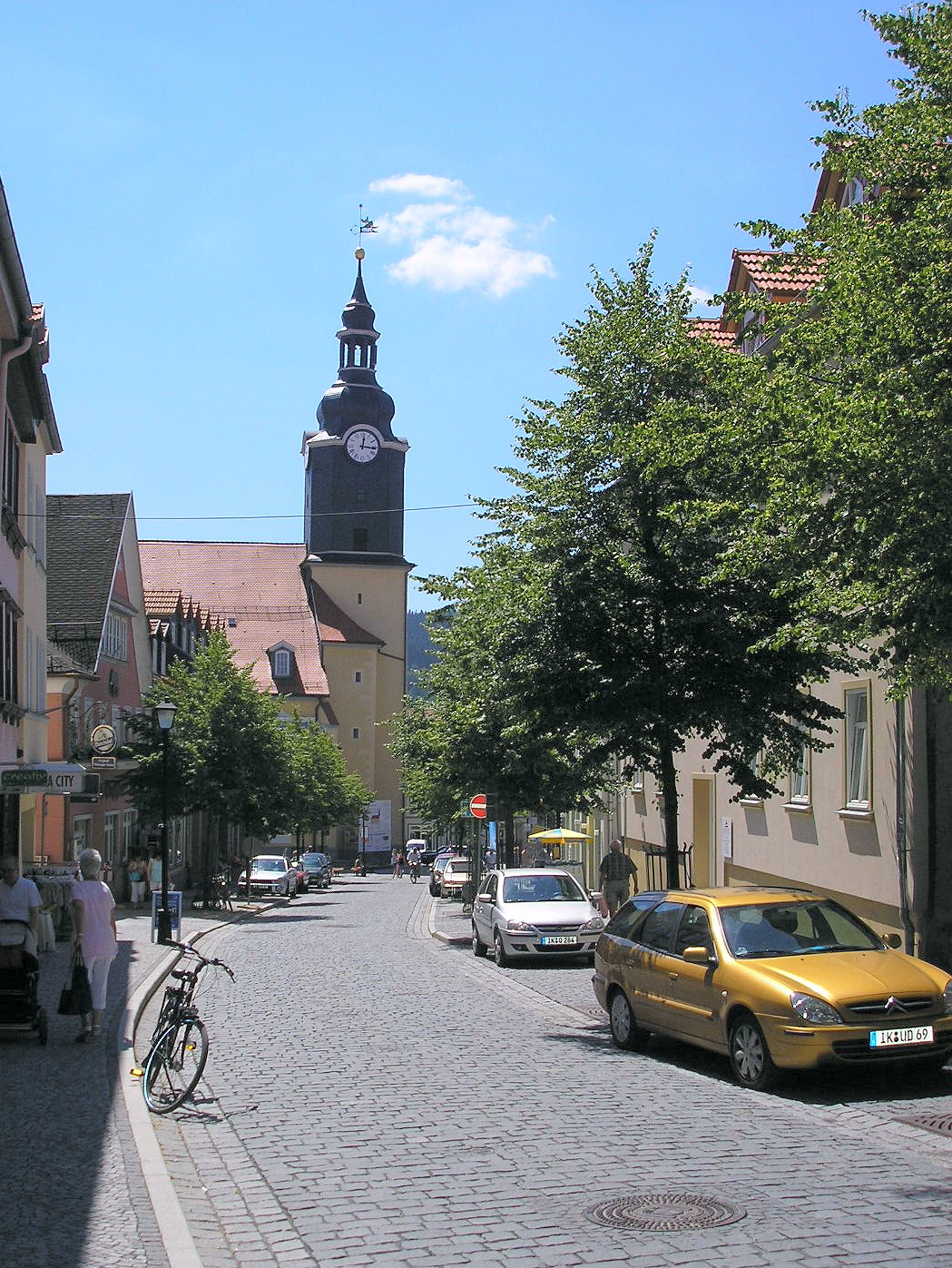
In der Marktstraße zwischen Marktplatz und Kirchplatz

- Marktplatz (offizielle Bezeichnung: Am Markt): Der Marktplatz liegt im Norden der Altstadt. Auf ihm befindet sich mit dem Hennebrunnen der größte Brunnen der Stadt. Angrenzende Gebäude sind das Rathaus am Westrand, das Amtshaus am Nordrand, die Goethepassage am Ostrand und das Café Schindler sowie der Adler am Südrand. Auf den Marktplatz münden von Osten die Weimarer Straße und der Wallgraben, von Süden die Marktstraße, von Westen eine Gasse zum Topfmarkt und von Norden die Amtsstraße sowie die Obertorstraße ein. Seit der Umstrukturierung des Ilmenauer Verkehrsnetzes in den 1960er-Jahren ist der Platz vom Durchgangsverkehr befreit. Seit seiner Anlage im 13. Jahrhundert lag er an der wichtigen Handelsstraße von Erfurt nach Nürnberg, aus der die spätere B 4 hervorging. Im Jahr 1998 wurde der Marktplatz umgebaut und ist seitdem für den Durchgangsverkehr nicht mehr passierbar, da er nur noch von der Obertorstraße aus befahren werden kann. Wochenmärkte finden immer dienstags und freitags auf dem Ilmenauer Marktplatz statt.

- Kirchplatz: Der Kirchplatz liegt in der Mitte der Ilmenauer Altstadt zwischen dem Marktplatz im Norden und dem Platz am Apothekerbrunnen im Süden. Auf dem Kirchplatz steht die Ilmenauer Stadtkirche aus dem 18. Jahrhundert (Spätbarock) sowie der Lutherkandelaber von 1894, der damals zum Gedenken an den 375. Jahrestag der Einführung der Reformation in Ilmenau aufgestellt wurde. Am Ostrand des Kirchplatzes steht das Gemeindehaus (um 1755 erbaut, Spätbarock), in dem die evangelische Kirchgemeinde St. Jakobus verwaltet wird. Der Kirchplatz wird in Nord-Süd-Richtung von der Marktstraße überquert. Weitere Straßen, die hier beginnen, sind die Spitalgasse (nach Süden), die Karl-Zink-Straße (nach Westen) und die Kirchgasse (nach Osten). Der Kirchplatz gehört zur Ilmenauer Fußgängerzone.

- Homburger Platz: Der Homburger Platz liegt südlich der Ilmenauer Altstadt an der Kreuzung von Karl-Liebknecht-Straße, Schleusinger Allee und der Straße An der Sparkasse. Angelegt wurde er um 1900 unter dem Namen Bismarckplatz, zwischen 1946 und 1990 hieß er Karl-Marx-Platz und seitdem ist er nach der Ilmenauer Partnerstadt Homburg benannt. Der Platz zeigt eine quadratische Grundform, eine Jugendstil-Umbauung und einen kleinen Park in der Mitte. Ursprünglich war der Platz ein Kreisverkehr, der jedoch um 1965 dadurch beseitigt wurde, dass man die B 4 geradeaus durch den Park baute um den Verkehrsfluss zu verbessern. Angrenzende Gebäude sind die Sparkasse, das alte Elektrizitätswerk, die Diakonie und das ehemalige Centralhotel (heute Studentenwohnheim). Der Homburger Platz ist auch für den ÖPNV von Bedeutung, da hier viele der Schulbusse zu den Ilmenauer Gymnasien beginnen und enden.

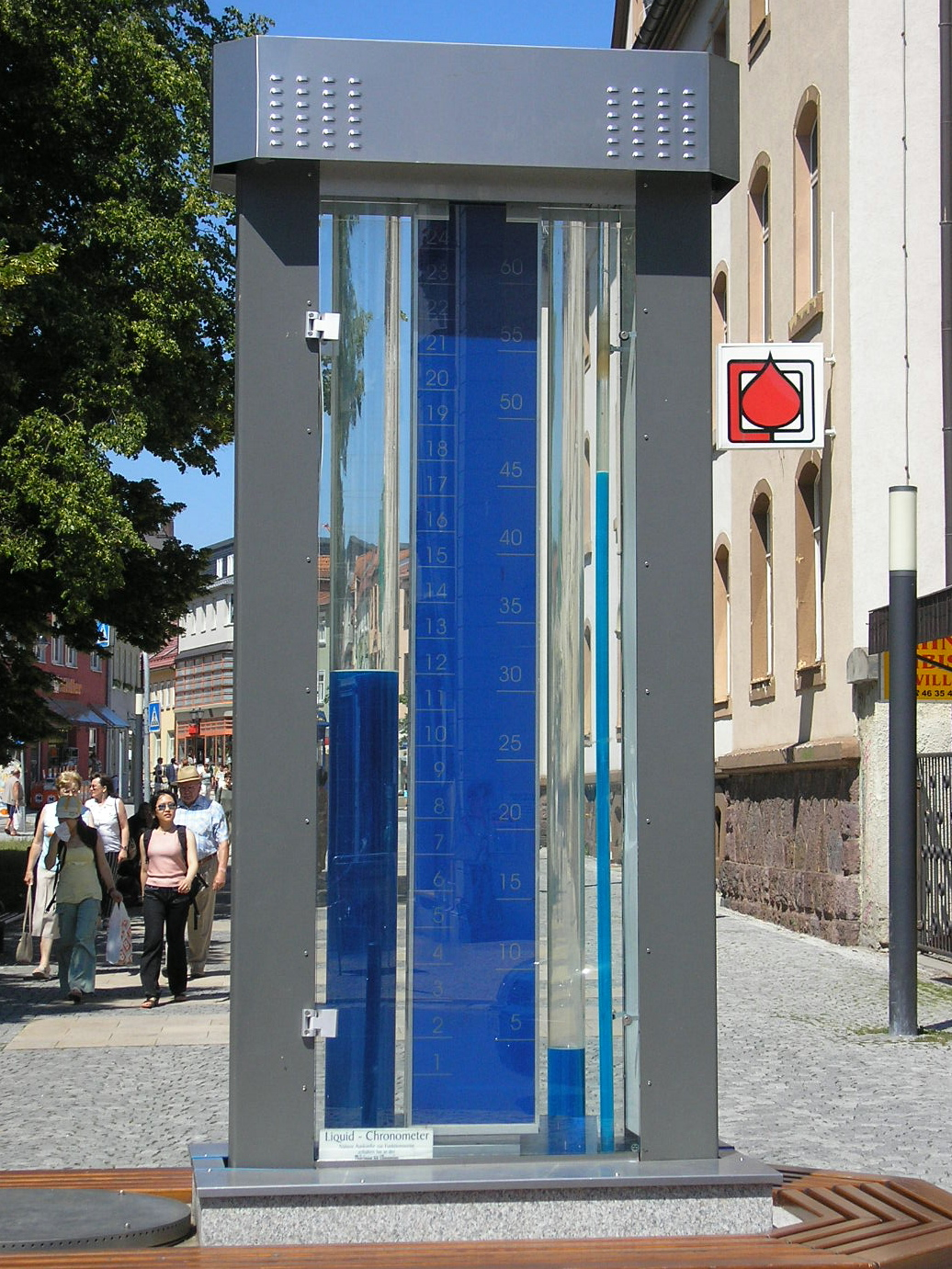
Das „Liquid-Chronometer“ auf dem Wetzlarer Platz

- Wetzlarer Platz: Der Wetzlarer Platz befindet sich am Ostrand der Ilmenauer Altstadt vor dem ehemaligen Mühltor. Er wurde im Zuge des Wiederaufbaus der Stadt nach dem Brand von 1752 angelegt, trug aber noch bis 1946 keinen Namen. Seine Grundform ist dreieckig, wobei der Westrand von einer Häuserzeile, der Südrand von der Alten Försterei und der Nordostrand vom Gebäude des ehemaligen Landratsamts des Kreises Ilmenau, in dem heute zahlreiche Behörden untergebracht sind, gebildet wird. Außerdem befinden sich an seinem nördlichen Fortsatz noch die ehemalige Ilmenauer Hauptpost sowie ein Kaufhaus aus der Jugendstil-Zeit. Das Gebiet des heutigen Platzes lag bis zum Stadtbrand von 1752 im Schlossgarten des Ilmenauer Rokoko-Schlosses. 1946 wurde er als Platz der Widerstandskämpfer bezeichnet, da in dem kleinen Park in seiner Mitte das Kriegerdenkmal des Zweiten Weltkriegs für die Stadt Ilmenau steht. 2004 wurde es um eine Gedenkstätte für die Ilmenauer Juden erweitert. Bereits seit 1990 trägt der Platz den Namen der Ilmenauer Partnerstadt in Hessen: Wetzlar. Bei der Umgestaltung im Jahr 2005 wurde der Platz verkehrsberuhigt (es gibt nur noch eine Durchgangsstraße Poststraße-Mühltor) und dadurch erheblich aufgewertet. Damals wurde auch das „Liquid-Chronometer“ aufgestellt, eine Uhr, die durch die Höhe einer Flüssigkeitssäule die Zeit anzeigt. Am Wetzlarer Platz treffen die Poststraße, die Schlossmauer, die Friedrich-Hofmann-Straße, der Mühlgraben, das Mühltor, die August-Bebel-Straße und die Bahnhofstraße aufeinander. Er bildet das östliche Ende der Ilmenauer Fußgängerzone und liegt somit zwischen Altstadt und Bahnhof bzw. Universität. Auf dem Wetzlarer Platz befindet sich auch eine Bushaltestelle, die den ÖPNV-Anschluss der Fußgängerzone an alle Stadtteile und viele Orte der Umgebung gewährleistet.

- Topfmarkt: Der Topfmarkt ist ein langgezogener Platz im Westen der Ilmenauer Altstadt. Wie sein Name schon sagt, wurde hier früher vor allem – aber nicht nur – mit Ton- und Eisenwaren gehandelt. Heute liegt der Topfmarkt sehr ruhig und etwas „versteckt“ parallel zur Marktstraße bzw. hinterm Rathaus. Gelegentlich finden hier kleinere Veranstaltungen, wie zum Beispiel der Ilmenauer Töpfermarkt, statt.

## Straßennamensschilder
In Ilmenau wurden bis 1990 emaillierte Eisenschilder mit weißer Schrift auf dunkelblauem Grund verwendet, die fast ausschließlich an Hauswänden angebracht wurden.
Seit 1990 werden neue Straßennamensschilder verwendet. Sie bestehen aus Stahl, der mit einer Kunststofffolie beklebt ist und zeigen den Straßennamen in weißer Schrift auf cyanblauem Grund. Sie sind stark an dem alten Typ orientiert und werden niemals an Hauswänden, sondern immer an eigenen Masten aufgestellt. Außerdem sind sie immer beidseitig beschriftet. Des Weiteren werden seit 1990 bei nicht-trivialen Straßennamen kurze Erläuterungen zur Namensgebung angebracht (siehe Bild).

## Straßenumbenennungen

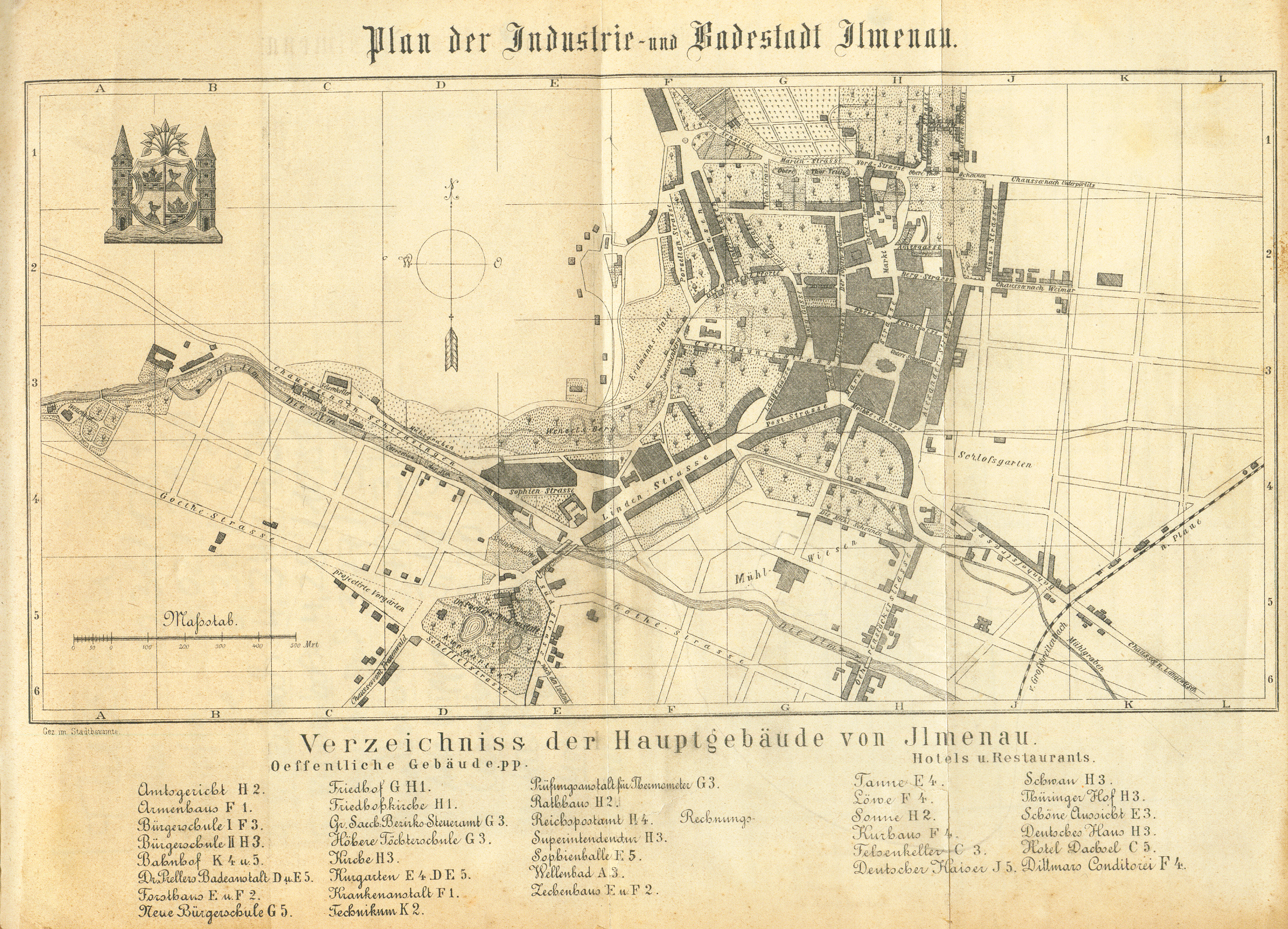
Stadtplan von 1890

| Einführung des alten Namens bzw. Anlage der Straße | Alter Name (Bedeutung)                                                                                               | Zeit der Umbenennung | Neuer Name (Bedeutung) | aktuell |
| -------------------------------------------------- | --- | -------------------- | --- | ------- |
| 1933                                               | Adolf-Hitler-Straße (Adolf Hitler)                                                                                   | 1946                 | Straße des Friedens (typischer DDR-Straßenname)                                                                                       | x       |
| um 1860                                            | Alexanderstraße (Carl Alexander, Großherzog von Sachsen-Weimar-Eisenach)                                             | 1946                 | Poststraße (führt zur Ilmenauer Post)                                                                                                 | x       |
| 1910                                               | August-Alt-Straße (August Alt, Ilmenauer Industrieller „Thüringische Glasinstrumentenfabrik Alt, Eberhardt & Jäger“) | 1946                 | Thomas-Mann-Straße (Thomas Mann) | x       |
| ???                                                | Amtsstraße (Lage am Amtshaus)                                                                                        | 2019                 | Ackermannstraße 1 (Ernst Christian Wilhelm Ackermann)                                                                                 | x       |
| 1946                                               | August-Bebel-Straße (August Bebel)                                                                                   | 2019                 | Paul-Löbe-Straße 1 (Paul Löbe) | x       |
| 1880                                               | Bahnhofstraße (Bahnhof Ilmenau)                                                                                      | 1946                 | August-Bebel-Straße (August Bebel) |         |
| um 1860                                            | Bergstraße (führte zu einem Bergwerk auf dem Mittelfeld: dem „Carl-August-Schacht“)                                  | 1946                 | Weimarer Straße (Stadt Weimar) | x       |
| 1895                                               | Bismarckplatz (Otto von Bismarck)                                                                                    | 1946                 | Karl-Marx-Platz (Karl Marx) |         |
| 1895                                               | Bismarckstraße (Otto von Bismarck)                                                                                   | 1946                 | Karl-Liebknecht-Straße (Karl Liebknecht)                                                                                              | x       |
| um 1860                                            | Carl-August-Straße (Carl August, Weimarer Herzog und enger Freund Goethes)                                           | 1946                 | Karl-Zink-Straße (Karl Zink, Ilmenauer Widerstandskämpfer gegen das NS-Regime)                                                        | x       |
| 1933                                               | Dietrich-Eckart-Straße (Dietrich Eckart)                                                                             | 1946                 | Rückbenennung in →Oehrenstöcker Straße                                                                                                | x       |
| ~1500                                              | Endleich (eine Vorstadt, „am Ende der Stadt“)                                                                        | um 1820              | Lindenstraße (Auf Wunsch Goethes als Lindenallee umgestaltete Straße)                                                                 | x       |
| 1946                                               | Ernst-Thälmann-Straße (Ernst Thälmann)                                                                               | 1990                 | Friedrich-Hofmann-Straße (Friedrich Hofmann, Ilmenauer Schriftsteller der Romantik)                                                   | x       |
| ~1755                                              | Fabriksgasse (benannt nach der nahe gelegenen Porzellanfabrik)                                                       | um 1850              | Hinterm Rasen (parallel verlaufende größere Straße namens „Rasen“)                                                                    | x       |
| ???                                                | Feldstraße | 2019                 | Alte Feldstraße 1 | x       |
| 1990–2000                                          | Fichtenweg | 2019                 | Eibenweg 1 | x       |
| 1905                                               | Friedrichstraße (Kaiser Friedrich III.)                                                                              | 1946                 | Friedrich-Ebert-Straße (Friedrich Ebert)                                                                                              | x       |
| 1946                                               | Friedrich-Engels-Straße (Friedrich Engels)                                                                           | 1990                 | Rückbenennung in →Schwanitzstraße | x       |
| 1920                                               | Gartenstraße (Siedlung, damals außerhalb der Stadt um die Idee einer „Gartenstadt“ im kleinen zu verwirklichen)      | 1933                 | Willy-Marschler-Straße (Willy Marschler, NS-Politiker, thüringischer Ministerpräsident)                                               |         |
| 1890                                               | Goethestraße (Johann Wolfgang von Goethe)                                                                            | 2005                 | Goetheallee 1 | x       |
| ~1755                                              | Hirtengasse („Gasse der Hirten“)                                                                                     | um 1860              | Burggasse (Vermuteter Standort einer Ilmenauer Burg, inzwischen als falsch nachgewiesen)                                              | x       |
| 1905                                               | Hohe Straße (damals höchstgelegene Straße der Stadt)                                                                 | 2005                 | Hoher Weg 1 | x       |
| ~1755                                              | Hohe Wiese (vor der Bebauung steiles Wiesenstück am östlichen Stadtrand)                                             | um 1860              | Alexanderstraße (Carl Alexander, Großherzog von Sachsen-Weimar-Eisenach)                                                              |         |
| 1970                                               | Johannes-R.-Becher-Straße (Johannes R. Becher)                                                                       | 1990                 | Hans-Weihrach-Straße (Hans Weihrach, Ilmenauer Frühkapitalist und Hüttenbesitzer (16. Jahrhundert))                                   | x       |
| ~1755                                              | Jüdengasse („Gasse der Juden“)                                                                                       | um 1860              | Bergstraße (führte zu einem Bergwerk auf dem Mittelfeld: dem „Carl-August-Schacht“)                                                   |         |
| ~1755                                              | Kalter Markt (?) | um 1860              | Carl-August-Straße (Carl August, Weimarer Großherzog und enger Freund Goethes)                                                        |         |
| 1946                                               | Karl-Marx-Platz (Karl Marx)                                                                                          | 1990                 | Homburger Platz (Homburg, Partnerstadt Ilmenaus im Saarland)                                                                          | x       |
| 1970                                               | Leninring (Lenin) | 1990                 | Am Stollen (Name des gesamten Wohngebietes)                                                                                           | x       |
| 1890                                               | Marienstraße (Maria Pawlowna, finanzierte ihren Bau)                                                                 | um 1930              | Erfurter Straße (Stadt Erfurt) mit der Nordstraße zur Erfurter Straße zusammengelegt                                                  | x       |
| 1900                                               | Mittelstraße (kurze Verbindung zwischen Albert-Pulvers-Straße und der ehem. Rudolf-Breitscheid-Straße)               | 2005                 | Paul-Bleisch-Straße 1 (Paul Bleisch, Ilmenauer Heimatforscher)                                                                        | x       |
| um 1875                                            | Moltkestraße (Helmuth Karl Bernhard von Moltke, preußischer General)                                                 | 1946                 | Ernst-Thälmann-Straße (Ernst Thälmann)                                                                                                |         |
| 1925                                               | Neue Straße | 1946                 | Fortsetzung der Gabelsbergerstraße (Franz Xaver Gabelsberger)                                                                         | x       |
| 1870                                               | Nordstraße (nördlichste Straße der damaligen Stadt)                                                                  | um 1930              | Erfurter Straße (Stadt Erfurt) mit der Marienstraße zur Erfurter Straße zusammengelegt                                                | x       |
| ~1755                                              | Obere Schulgasse (führte zur alten Ilmenauer Schule am Topfmarkt)                                                    | um 1905              | Schwangasse (der „Schwan“ war ein traditionsreiches Wirtshaus in dieser Gasse)                                                        | x       |
| ~1830                                              | Oehrenstöcker Straße (führte nach Oehrenstock)                                                                       | 1933                 | Dietrich-Eckart-Straße (Dietrich Eckart)                                                                                              |         |
| 1970                                               | Otto-Grotewohl-Straße (Otto Grotewohl)                                                                               | 1990                 | Bergrat-Voigt-Straße (Johann Karl Wilhelm Voigt, Ilmenauer Bergrat der Goethezeit)                                                    | x       |
| ???                                                | Paul-Löbe-Straße | 2019                 | An der Musikschule 1 (Lage an der Musikschule)                                                                                        | x       |
| 1946                                               | Platz der Widerstandskämpfer (Erinnerung an kommunistische Widerstandskämpfer gegen die Nationalsozialisten)         | 1990                 | Wetzlarer Platz (Wetzlar, Partnerstadt Ilmenaus in Hessen)                                                                            | x       |
| ~1755                                              | Poststraße (verband beide Ilmenauer Postämter)                                                                       | 1933                 | Adolf-Hitler-Straße (Adolf Hitler) |         |
| 1946                                               | Rudolf-Breitscheid-Straße (Rudolf Breitscheid)                                                                       | 2019                 | Am Technikum (Grenzt an das Georg-Schmidt-Technikum der TU Ilmenau)                                                                   | x       |
| 1935                                               | Scharnhorststraße (Gerhard von Scharnhorst)                                                                          | 1946                 | Heinrich-Heine-Straße (Heinrich Heine)                                                                                                | x       |
| um 1850                                            | Schleusinger Straße (Stadt Schleusingen)                                                                             | 2005                 | Schleusinger Allee 1 | x       |
| ~1755                                              | Schlossgasse (führte zum ehemaligen Ilmenauer Schloss)                                                               | um 1875              | Moltkestraße (Helmuth Karl Bernhard von Moltke, preußischer General)                                                                  |         |
| 1885                                               | Schlossstraße (Standpunkt des ehemaligen Ilmenauer Schlosses)                                                        | 1946                 | Bahnhofstraße (Bahnhof Ilmenau) | x       |
| 1895                                               | Schulstraße (führte zur Knabenschule am Schulplatz)                                                                  | 1925                 | Schwanitzstraße (Carl Schwanitz, verdienter Amtsmann Ilmenaus im 19. Jahrhundert)                                                     |         |
| 1935                                               | Schützenstraße (?)                                                                                                   | 1946                 | Straße der Jugend (typischer DDR-Straßenname)                                                                                         |         |
| 1925                                               | Schwanitzstraße (Carl Schwanitz, verdienter Amtsmann Ilmenaus im 19. Jahrhundert)                                    | 1946                 | Friedrich-Engels-Straße (Friedrich Engels)                                                                                            |         |
| 1900                                               | Sedanstraße (Schlacht von Sedan im deutsch-französischen Krieg 1871)                                                 | 1946                 | Rudolf-Breitscheid-Straße (Rudolf Breitscheid)                                                                                        |         |
| 1955                                               | Straße der Jugend (typischer DDR-Straßenname)                                                                        | 1990                 | Ehrenbergstraße (führt hinauf zum Ehrenberg)                                                                                          | x       |
| 1972                                               | Straße der deutsch-polnischen Freundschaft (DDR-Name)                                                                | 1990                 | Am Eichicht (Eichicht (Ilmenau)) | x       |
| 1986                                               | Straße der deutsch-sowjetischen Freundschaft (DDR-Name)                                                              | 1990                 | Hermann-Schäffer-Straße (Hermann Schaeffer, Jenaer Mathematikprofessor, Kurgast in Ilmenau zwischen 1890 und 1915)                    | x       |
| 1946                                               | Straße der jungen Techniker (führte zum Technikum, dem ältesten Teil der Technischen Universität)                    | 1990                 | Professor-Schmidt-Straße (Georg Schmidt, 47 Jahre lang Rektor des Technikums (spätere Universität))                                   | x       |
| 1890                                               | Südstraße (damals südlichste Straße der Stadt)                                                                       | 1946                 | Herderstraße (Johann Gottfried Herder)                                                                                                | x       |
| ???                                                | Talstraße | 2019                 | Am Ilmufer 1 Ilmtalweg 1 (Lage direkt an der Ilm, getrennte Benennung der Straßenabschnitte)                                          | x       |
| ???                                                | Teichstraße | 2019                 | Teichweg 1 | x       |
| 1915                                               | Triniusstraße (August Trinius, deutscher Schriftsteller)                                                             | um 1930              | Zur Fortsetzung der Fröbelstraße umgewandelt                                                                                          | x       |
| ~1755                                              | Untere Schulgasse (Unterhalb der Oberen Schulgasse)                                                                  | um 1905              | Kirchgasse (liegt direkt an der Stadtkirche)                                                                                          | x       |
| 1905                                               | Wilhelmstraße (deutsche Kaiser Wilhelm I. und Wilhelm II.)                                                           | 1946                 | Straße der jungen Techniker (führt zum Technikum, dem ältesten Teil der Technischen Universität)                                      |         |
| 1970                                               | Wilhelm-Pieck-Straße (Wilhelm Pieck)                                                                                 | 1990                 | Bergrat-Mahr-Straße (Johann Christian Mahr, Bergrat in Ilmenau)                                                                       | x       |
| 1933                                               | Willy-Marschler-Straße (Willy Marschler, NS-Politiker, thüringischer Ministerpräsident)                              | 1946                 | Rückbenennung in →Gartenstraße | x       |
| 1900                                               | Wörthstraße (Schlacht bei Wörth im deutsch-französischen Krieg 1871)                                                 | 1946                 | Albert-Pulvers-Straße (Albert Pulvers, langjähriger Vorsitzender der Ilmenauer SPD und Geschäftsführer der Wohnungsbaugenossenschaft) | x       |

1) Modifikation der Straßennamen zwischen der Stadt Ilmenau und ihren Ortsteilen, wodurch mehrfach vorkommende identische Straßennamen vermieden wurden.